# 邓艾
鄧艾（195年—264年），字士载，本名鄧範，字士則，後因與同鄉人同名而改名，義陽棘陽（今河南新野）人，三國時曹魏後期名將。鄧艾多年在曹魏西邊戰線防備蜀漢姜維，後來偷渡陰平，逼使蜀帝劉禪投降，建立滅蜀奇功，獲封太尉。然而戰后他被鍾會聯合監軍衛瓘誣陷謀反遭到押解，不久衛瓘又因內訌殺了鍾會，鄧艾帳下軍官打算營救鄧艾，但衛瓘怕受鄧艾報復，便遣田續先行殺死鄧艾，其子鄧忠亦同殉此難。

## 生平

### 早年
鄧艾早年喪父，家境清寒，長期居於今河南省境內。鄧艾自小已有口吃毛病；曾於汝南（今河南上蔡）牧牛一時。12歲隨母遷居潁川時，見到已故太丘長陳寔碑文上寫著「文為世範、行為士則」，便自行取名為鄧範，字士則。後來有一個族人跟他同名，遂改為鄧艾。
鄧艾早年憑其才學獲舉薦為典農都尉，然而因為口吃未能遷陞，因而就任與農業相關的稻田守叢草吏一職。邓艾酷爱軍事，每到高山大泽，定必測量繪製地形，規劃紮營佈防。時人常取笑鄧艾，然鄧艾並不在意。

### 積糧墾荒
鄧艾在地方任職十數年後，担任上计吏，前往京都洛阳向太尉司马懿汇报地方工作时，因司馬懿赏识，邓艾總算被提拔，成為太尉府掾屬；後升任尚書郎。
由正始元年（240年）起，魏國準備在淮河两岸展開大規模屯田，以積備軍糧。邓艾獲派往視察，及後還著《濟河論》以闡明具體方案。他认为：「昔破黄巾，因为屯田，积谷于许都以制四方。今三隅已定，事在淮南，每大军征举，运兵过半，功费巨亿，以为大役。陈、蔡之间，土下田良，可省许昌左右诸稻田，并水东下。令淮北屯二万人，淮南三万人，十二分休，常有四万人，且田且守。水丰常收三倍于西，计除众费，岁完五百万斛以为军资。六七年间，可积三千万斛于淮上，此则十万之众五年食也。以此乘吴，无往而不克矣。」
司马懿對此非常滿意，決定采纳施行，由黃河引水注入兩淮，並在兩淮每五里設一軍屯營，每營六十人，为稳定东南形势，提供坚实的后勤保障。
251年司馬懿去世，由長子司馬師繼承父職。邓艾先任汝南太守，後又任兖州刺史，加振威将军。邓艾每到一處就屯田墾荒，「艾所在，荒野开辟，军民并丰」。

### 曲城之戰
249年秋，蜀漢姜维出師進攻雍州（今陕西关中及甘肃东部），欲拉攏羌胡归蜀。司马昭派郭淮、陈泰统兵抵御，邓艾也參與其中。邓艾进圍曲城（今甘肃岷县东百里），切断交通及水源，曲城蜀军困窘不堪。姜维迅速撤回。魏國把邓艾留守白水(今甘肃白龙江)北岸屯兵，以防蜀军反攻。不久姜維派廖化率兵復返，在白水南岸扎營，與邓艾對峙。邓艾分析姜維在派廖化駐守白水南岸時，欲從北面洮城（今甘肃临潭西南）偷襲。邓艾乃即時搶佔洮城。後姜維果然率兵攻洮城，見邓艾搶先一步，只好撤軍，魏兵得以不敗。邓艾因此功被赐爵关内侯，加讨寇将军。
254年曹髦即位，鄧艾進爵方城亭侯，後參與鎮壓毌丘儉之亂，因此又進封方城乡侯，行安西将军。

### 狄道之戰
正元二年（255年）司馬師病危，蜀國姜維乘機派數萬人伐魏，進攻隴西，向狄道（今甘肃临洮）進軍。魏將陳泰死命抵抗，仍被姜維成功包圍狄道。同年八月辛未日（10月9日），司馬昭命邓艾出任安西將軍、假节、领护东羌校尉，跟陳泰等並力抗蜀。陳泰與鄧艾軍會合後，分三路進至隴西，避開蜀軍，出其不意地繞過高城嶺（今甘肅渭源西北），進至狄道東南山上，燃火擊鼓與城內聯絡，守軍見援軍至，士氣大振。姜維即督軍沿山進攻，被魏軍擊退。這時陳泰揚言截斷蜀軍退路，九月甲辰日（11月11日），姜維遂撤軍退走鐘堤（今甘肅臨洮南）。

### 段谷之戰
255年姜維伐魏失敗，退守鍾堤。鄧艾認為姜維會再次來犯，所以加緊防備。256年，六月，姜維與蜀將胡濟約定在上邽（今甘肅天水）會合。姜維率先出兵祁山，鄧艾有備，乃改從董亭（今甘肅武山南）攻南安（今甘肅隴西東南）。鄧艾軍搶佔武城山（今甘肅武山西南）據險拒守。姜維見地利已失，強攻難克，於是夜渡渭水東進，沿山進取上邽。兩軍戰於段穀（今甘肅天水西南）。胡濟失期未至，蜀軍交戰不利，死傷甚眾。魏國因此封邓艾为镇西将军、都督陇右诸军事，进封邓侯，分五百户，封子邓忠为亭侯。

### 不戰而勝
257年魏將諸葛誕聯合東吳在淮南起兵反司馬昭。司馬昭調關中兵力東下討伐諸葛誕。姜維乘機攻魏秦川（渭水流域）。當時魏在長城（今陝西周至南）積存大量軍糧，但防守薄弱。邓艾與魏將司馬望恐姜維襲奪長城，立即合軍據守。姜維軍進至芒水（今陝西周至黑水），依山為營。司馬望、鄧艾軍近水築寨。蜀軍多次挑戰，魏軍堅守不出，兩軍長期對峙。次年（258年）諸葛誕敗亡，姜维闻訊，只得引军而还。邓艾不戰而勝，因而再升任征西将军，前后共增食邑六千六百户。 
262年姜維再起兵伐魏，攻入洮陽境。鄧艾抓住姜維懸師遠征，戰線長，給養困難，難以持久的弱點，搶佔有利地勢，在洮陽以東的侯和（今卓尼東北）設陣，以逸待勞，阻擊蜀軍。雙方激戰後，邓艾發起反擊，蜀軍大敗，損失嚴重。

### 偷渡陰平

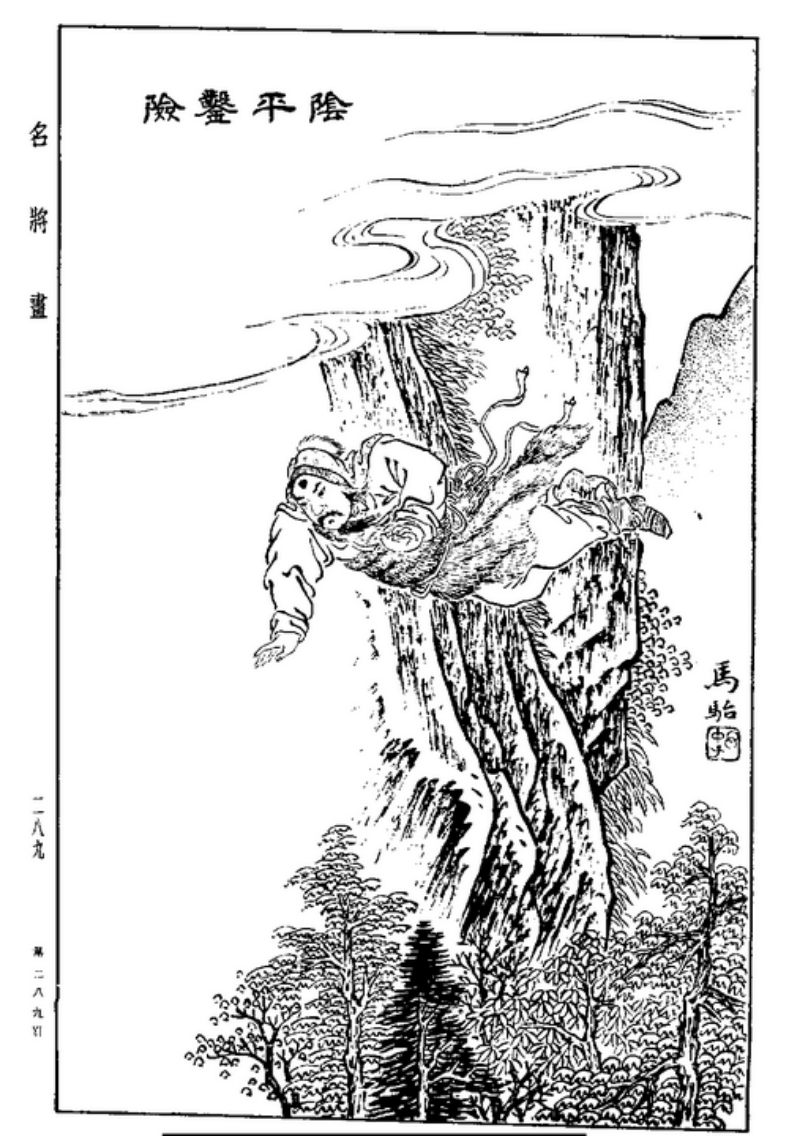
鄧艾陰平鑿險

263年秋，大将军司马昭策划大举伐汉，命邓艾率三万余人纠缠屯田沓中的姜维，雍州刺史诸葛绪率三万余人断其归路，鍾會统十余万众进攻汉中，廷尉卫瓘监军。钟会攻破汉中，姜维退守剑阁，相持不下。十月，邓艾挑选精锐，从阴平小路无人之地隐蔽前进。山高谷深，粮食将尽，在生死存亡的紧急关头，邓艾用毛毡裹住自己，翻滚着下山，于是将士们也都攀缘山崖树木，鱼贯而进。奇兵出现在江油，蜀汉守将马邈投降。邓艾率军迅速攻破涪陵及绵竹，蜀汉卫将军、诸葛亮之子诸葛瞻战死。不久，刘禅投降，蜀汉灭亡，之後鄧艾在綿竹修築京觀。

### 功高自傲
伐蜀勝利之後，邓艾在未經請示下，就越權拜劉禪為驃騎將軍，並恢復其它蜀國官員的職位，使其各重操舊職。雖然是為了穩定人心，但他後面又曾對蜀漢的官員傲慢的説：“諸位都是因為有我，所以今天才得以保全。如果你們碰到吳漢這樣的人，早都已被誅滅光了。”接著又自傲的説：“姜維當然也是一時的英雄，但遇到了我這種對手，也不過爾爾。”向來与其不睦的钟会不滿鄧艾是因為有自己絆住蜀漢全軍，這才僥倖偷襲成都得逞，便藉此向司马昭诬称邓艾谋反，而邓艾在处置投降的蜀汉君臣时，既没有請示過司马昭，事後又屢次發表傲慢的言論，也加深司马昭的疑忌，遂命钟会收捕邓艾父子回长安。其後，钟会谋反失败被诛，邓艾部将欲追还邓艾，衛瓘為了自身安危，派遣田續趕在鄧艾部下追上囚車前，於绵阳西將鄧艾、鄧忠父子殺掉。而邓艾留在洛阳的诸子也被杀光，只有一個年幼的孫子鄧朗和女眷被保全，流放西域。
早在鄧艾伐蜀前，由於鄧艾長期鎮守、經營陇右，司馬昭擔心邊境民心會過於往鄧艾靠攏，於是派遣唐彬前往當地查看狀況。唐彬考察後，返回洛陽告訴司馬昭，說邓艾待人刻薄無禮，不喜歡聽不同意見，經常辱罵下屬，而且還在隴右當地大興徭役，陇右人其實對鄧艾非常反感，示意司馬昭不用擔心邊境會出事。泰始九年（273年），晋武帝司马炎追念鄧艾功績，下诏稱“艾有功勋，受罪不逃刑，而子孙为民隶，朕常愍之”，遂徹免其孫鄧朗，並任命他為郎中。

## 軼事
- 諸葛恪包圍合肥新城不成而撤退，當時鄧艾曾向司馬師預測，說諸葛恪壟斷朝政、一意孤行，與東吳的士族形同水火，只不過是仗著孫權的愛惜而逞強一時，如今孫權已死，他還如此肆無忌憚，早晚必然沒有好下場。果然諸葛恪最後被朝臣孫峻誣陷謀殺[12]。然而，沒想到自身在十年後，也為鍾會等人陷害身亡。[13]
- 鄧艾出兵蜀漢前，曾夢見自己坐於山上，眺望著流水，於是找來殄虜護軍爰邵，問夢境的暗示。爰邵算出鄧艾為蹇卦，以「即使能取勝蜀漢，恐怕將軍也難以返國」相告，後來果然一如所料。
- 《世說新語·言語篇》中有一則關於鄧艾機敏的故事，記曰鄧艾有口吃，每次說話提到自己時老是「艾、艾」連呼，司馬昭故意戲弄他，便問：「你老是說『艾、艾』，究竟有多少個『艾』啊？」鄧艾回答：「楚狂接輿曾在孔子旁唱道『鳳兮鳳兮』，其實只有一鳳而已啊。」(原文：鄧艾口吃，語稱「艾艾……」晉文王戲之曰：「卿云『艾艾』，定是幾艾？」對曰：「『鳳兮鳳兮』，故是一鳳。」)。此與西漢有口吃的周昌[14]被後世結合為成語「期期艾艾」。[15]
- 唐代李翰所撰《蒙求》中有「鄧艾大志」一語。
- 前蜀天汉元年（917年）（其时国号为汉）正月追封邓艾为彰顺王[16]。
- 宋代歐陽修、宋祁等撰寫的《新唐書·卷十五·志第五·禮樂五·吉禮五》中提到，唐代時禮儀使顏真卿曾經向皇室建議，追封古代名將六十四人，並為他們設廟享奠，當中就包括「魏太尉鄧艾」。同時代被列入廟享名單的只有張遼、關羽、張飛、周瑜、呂蒙、陸遜、陸抗、羊祜而已。
- 同樣，元代脫脫等撰寫的《宋史·卷一零五·志第五十八·禮八·吉禮八》提及宋代宣和五年時，皇室依照唐代慣例，為古代名將設廟，七十二位名將中亦包括鄧艾。
- 中國河南省周口市商水縣有一道「鄧城豬蹄」，據稱是鄧艾於此地駐屯時，由軍中廚子烹調的菜餚，名傳至今。

## 評價
- 曹髦：「逆賊姜維連年狡黠，民夷騷動，西土不寧。艾籌畫有方，忠勇奮發，斬將十數，馘首千計；國威震於巴、蜀，武聲揚於江、岷。」（《三國志·王毌丘諸葛鄧鍾傳》）
- 曹奂：「艾曜威奮武，深入虜庭，斬將搴旗，梟其鯨鯢，使僭號之主，稽首系頸，歷世逋誅，一朝而平。兵不逾時，戰不終日，雲徹席捲，盪定巴蜀。雖白起破強楚，韓信克勁趙，吳漢禽子陽，亞夫滅七國，計功論美，不足比勛也。」（《三國志·王毌丘諸葛鄧鍾傳》）
- 司马炎：「征西將軍鄧艾，矜功失節，實應大辟。然被書之日，罷遣人眾，束手受罪，比於求生遂為惡者，誠復不同。」「艾有功勋，受罪不逃刑，而子孙为民隶，朕常愍之。」（《三國志·王毌丘諸葛鄧鍾傳》）
- 陳壽：「鄧艾矯然強壯，立功立事，然闇於防患，咎敗旋至，豈遠知乎諸葛恪而不能近自見，此蓋古人所謂目論者也。」「艾所在，荒野开辟，军民并丰。」（《三國志·王毌丘諸葛鄧鍾傳》）
- 段灼：「艾心懷至忠而荷反逆之名，平定巴蜀而受夷滅之誅，臣竊悼之。惜哉，言艾之反也！艾性剛急，輕犯雅俗，不能協同朋類，故莫肯理之……昔姜維有斷隴右之志，艾脩治備守，積穀強兵。值歲凶旱，艾為區種，身被烏衣，手執耒耜，以率將士。上下相感，莫不儘力。艾持節守邊，所統萬數，而不難仆虜之勞，士民之役，非執節忠勤，孰能若此？故落門、段谷之戰，以少擊多，摧破強賊。先帝知其可任，委艾廟勝，授以長策。艾受命忘身，束馬縣車，自投死地，勇氣陵雲，士眾乘勢，使劉禪君臣面縛，叉手屈膝。艾功名以成，當書之竹帛，傳祚萬世。七十老公，反欲何求！艾誠恃養育之恩，心不自疑，矯命承制，權安社稷；雖違常科，有合古義，原心定罪，本在可論……忠而受誅，信而見疑，頭縣馬巿，諸子並斬，見之者垂泣，聞之者嘆息……今天下民人為艾悼心痛恨，亦猶是也。」（《三國志·王毌丘諸葛鄧鍾傳》）
- 唐彬：「鄧艾忌克詭狹，矜能負才，順從者謂為見事，直言者謂之觸迕。雖長史司馬，參佐牙門，答對失指，輒見罵辱。處身無禮，大失人心。又好施行事役，數勞眾力。隴右甚患苦之，喜聞其禍，不肯為用。」（《晉書·唐彬傳》）
- 袁准：「今国家一举而灭蜀，自征伐之功，未有如此之速者也。方邓艾以万人入江由之危险，钟会以二十万众留剑阁而不得进，三军之士已饥，艾虽战胜克将，使刘禅数日不降，则二将之军难以反矣。故功业如此之难也。国家前有寿春之役，后有灭蜀之劳，百姓贫而仓禀虚，故小国之虑，在于时立功以自存，大国之虑，在于既胜而力竭，成功之后，戒惧之时也。」
- 虞预：「王基、邓艾、周秦、贾越之徒，皆起自寒门，而著绩于朝。」
- 王安石：「昔鄧艾不賴蔡河漕運，故能并水東下，大興水田。」（《宋史·河渠志》）
- 梁周瀚：「亞夫則死於獄吏，鄧艾則追於檻車……凡此名將，悉皆人雄，苟欲指瑕，誰當無累，或從澄汰，盡可棄捐。」（《宋史·梁周瀚傳》）
- 尉元：「進無鄧艾一舉之功，退無羊祜保境之略。」（《魏書·尉元傳》）
- 成淹：「至如鄧艾懷忠，矯命寧國，赤心皎然，幽顯同見，而橫受屠戮，良可悲哀。」（《魏書·慕容白曜傳》）
- 李商隐：「或谑张飞胡，或笑邓艾吃。豪鹰毛崱屴，猛马气佶僳。」
- 刘克庄：「十里稀逢寸地平，且无木影荫入行。凫飞难学王乔舄，鱼贯全如邓艾兵。」
- 杨巨源：「天低荒草誓师坛，邓艾心知战地宽。鼓角迥临霜野曙，旌旗高对雪峰寒。」
- 魏靖：「儻使平反者數人，眾共詳覆來俊臣等所推大獄，庶鄧艾獲申於今日，孝婦不濫於昔時，恩渙一流，天下幸甚。」（《舊唐書·刑法志》）
- 李士謙：「鄧艾為牛。」（《北史·李士謙傳》）
- 洪咨夔：「蜀庸无与守，魏吃浪成名。血已洿砧机，魂犹饕酒牲。柏溪融雪泻，玉案倚云横。潴剃莫留迹，山川方气平。」（《毀鄧艾廟》）
- 李新：「高鸟无余弓自除，由来名盛不堪居。易挥道左降王缚，难弭朝端谤箧书。更欲平吴功未就，可怜出蜀智何疏。凤台山月知冤魄，夜夜停光照故墟。」（《賦鄧士載祠》）
- 孟知祥：「奈何躁憤，自毀功庸，入此檻車，還為鄧艾，深可痛惜，誰肯愍之！」（《舊五代史·唐書·康延孝傳》）
- 何去非：「观艾之为将也，急于智名而锐于勇功喜激前利而忘顾后患者也。艾常以是胜敌矣，而卒结祸于其身者，亦以此也。始钟会以十万之劲而趋剑阁。姜维以摧折之师，惫于奔命，虽能拒扼，而终非坚敌也。艾为主帅，不务以全策縻之，乃独以其兵万人，自阴平邪径而趋江油，以袭刘禅。盖出其不意，而行无人之境七百余里，凿山险，治桥阁，岩谷峻绝，士皆攀缘崖木，投堕而下。又粮运不继，而艾至于以毡自裹，转运而下。呜乎！可谓危矣。士皆殊死决战，仅获破诸葛瞻之师，而刘禅悸迫，即时束手。使禅独忍数日之不降，以待援师之集，则艾为以肉齿饿虎矣。艾一不济，则钟会十万之师，可传呼而溃矣。艾以其身为侥幸之举者，乃求生救则之计，非所谓取乱侮亡之师，而亦非大将自任之至数也。是役也，非艾无以取胜于速，而其胜也有出于幸。使其不幸而至于溃败者，亦艾致也。夫奇道之兵，将以掩覆于其外，必有以应听于其内，然后可与胜期而功会也。」
- 陳亮：「又二百餘年，遂為三國交據之地，諸葛亮由此起輔先主，荊楚之士從之如雲，而漢氏賴以復存於蜀；周瑜、魯肅、呂蒙、陸遜、陸抗、鄧艾、羊祜皆以其地顯名。」（《宋史·陳亮傳》）
- 陈元靓：「赫赫皇魏，时生宝臣。忠卫社稷，志静烟尘。荡平巴蜀，恢庙咸秦。英锐不泯，激后之人。」
- 項忠：「昔馬援薏苡蒙謗，鄧艾檻車被徵。功不見錄，身更不保。」（《明史·項忠傳》）
- 陈普：“刘葛元非百世雠，缘崖攀木作猿猴。瞻崇艾会谁芳臭，死国沉身各二头。”“灭吴不解诛宰嚭，拜假何须便不咨。受任两无曹与马，槛车破了欲何之。”
- 黄道周：“艾凡遇境，规度其宜。不知者笑，知者惊奇。魏蓄田谷，破吴用之。田无水利，将何以滋。艾请开导，妙论皆施。偕淮拒蜀，揣度姜维。当渡不渡，袭洮无疑。急往先备，方不受欺。计蜀五利，料难直驰。阴平斜径，腹心所依。拼死涉险，舍命成危。裹毡死战，方得济师。其功异绩，成于一时。惜居不善，身首皆夷。算人妙矣，苦不自知。”（《广名将传》）
- 罗贯中：“当年邓艾袭西川，曾把阴平石径穿。 越岭雄兵齐贯索，临岩大将自披毡。五丁破路应难及，三国论功合让先。汉祚将终须换主，直饶山向上摩天！”“自幼能筹画，多谋善用兵。凝眸知地理，仰面识天文。马到山根断，兵来石径分。功成身被害，魂绕汉江云。”
- 卢弼：“邓艾耄年，裹毡履险，报国精忠，允宜彰表。”“艾随时随事，皆有经国远猷，竟为钟、卫所忌，惨死毒手，千秋而下，惜此美才。”（《三国志集解》）

## 藝術形象

### 動漫遊戲
- 《真三國無雙系列/無雙OROCHI系列》（光榮公司開發，小原雅人配音）
- 《三國志姜維傳》
- 《三国杀》
- 漫畫《火鳳燎原》（陳某）：於赤壁之戰篇登場，為張遼之手下，並隨張遼偽裝成荊州難民突襲駐守海昏的太史慈。

### 影視
- 中國中央電視台電視劇《三國演義》（1994年）：王洪光
- 中國電視劇《大軍師司馬懿之軍師聯盟》（2017年）：刘凌志